# Kassina fusca
Espèce
Statut de conservation UICN

 LC  : Préoccupation mineure
Kassina fusca est une espèce d'amphibiens de la famille des Hyperoliidae.

## Répartition
Cette espèce se rencontre en Afrique de l'Ouest, :
- dans le sud-est du Sénégal ;
- en Gambie ;
- dans le sud du Mali ;
- dans le nord de la Guinée ;
- dans le nord de la Côte d'Ivoire ;
- dans le sud du Burkina Faso ;
- dans le nord du Ghana ;
- dans le nord du Togo ;
- dans le nord du Bénin ;
- dans l'extrême Sud-Ouest du Niger ;
- dans l'ouest du Nigeria.

Sa présence est incertaine en Guinée-Bissau.

## Publication originale
- Schiøtz, 1967 : The treefrogs (Rhacophoridae) of West Africa. Spolia Zoologica Musei Hauniensis, København, vol. 25, p. 1-346.